# Taman (Népal)
Pour les articles homonymes, voir Taman.
Taman (en népalais : तमान) est un comité de développement villageois du Népal situé dans le district de Baglung. Au recensement de 2011, il comptait 2 871 habitants.